# Henri Scharry
Henri Scharry (10 dicembre 1904 – 4 febbraio 1954) è stato un calciatore lussemburghese, di ruolo portiere.

## Carriera

### Club
Ha sempre giocato nel campionato lussemburghese.

### Nazionale
Ha rappresentato la Nazionale del suo paese alle Olimpiadi del 1928.